# Кафе «Таро»
Кафе «Таро» (кор. 타로 카페) — фэнтези-манхва корейской художницы Пак Сансон (кор. 박 상선). На английский язык манхва переведена издательством Tokyopop, русская лицензия принадлежит компании «Фабрика комиксов».

## Сюжет
Действие происходит в современной Великобритании. Загадочная женщина Памела предсказывает будущее по картам Таро. Она является владельцем кафе, где после полуночи принимает таких посетителей, как феи, вампиры и алхимики, требуя от них особую плату.

## Персонажи
- Памела — гадалка, хозяйка кафе, ей 700 лет. Получила бессмертие от крови дракона Эша, когда тот умирал у неё на руках. Собирает бусины от ожерелья Белиала, чтобы умереть.
- Белус — демон, князь Пандемония, связан контрактом с Памелой и симпатизирует ей. Часто заглядывает к ней в кафе. Имеет большую силу.
- Аарон Гавейн — мальчик-оборотень. Его мать умерла, когда он был совсем маленьким, его отец сильно пил и каждый день избивал сына. В 16 лет отец продал его Небиросу. Небирос был добр к нему, но после предательства Аарона, нарушившего клятву никогда не покидать замок, выгнал его. После этого Аарон пришёл к Памеле за помощью. Она разрешила ему остаться и работать в кафе. По мнению Памелы, Аарона и Белуса что-то связывает. Их будущее одинаково туманно и непредсказуемо.
- Небирос (он же повелитель Небирос, враг армии демонов, падший ангел) — человек, державший Аарона в замке. Был очень добр к нему и выполнял все его желания кроме одного: не выпускал наружу. Небирос брат Белиала.
- Эш № 1 (Эшес Кэйомат) — возлюбленный Памелы. Дракон — наследник трона драконов.
- Эш № 2 — парень, которого спасла Памела, потому что он точная копия её возлюбленного. Он мало что помнит о своем прошлом, но у него особые отношения с Белусом.
- Алекто (Алекто Прэшукат) — друг и соратник Эша, тоже дракон.
- Белиал — демон, который может менять обличье и совращает невинных людей заключить с ним контракт и отвернуться от Бога.

## Список томов
| № | Оригинальное издание | Оригинальное издание | Русскоязычное издание | Русскоязычное издание  |
| № | Дата публикации      | ISBN                 | Дата публикации       | ISBN                   |
| - | -------------------- | -------------------- | --------------------- | ---------------------- |
| 1 | 19 ноября 2002       | ISBN 9788952727060   | апрель 2008           | ISBN 978-5-7525-1853-9 |
| 2 | 21 февраля 2003      | ISBN 9788952728135   | февраль 2009          | ISBN 978-5-7525-2546-9 |
| 3 | 21 мая 2003          | ISBN 9788952729699   | март 2009             | ISBN 978-5-7525-2547-6 |
| 4 | 19 сентября 2003     | ISBN 9788952733641   | октябрь 2009          | ISBN 978-5-7525-2548-3 |
| 5 | 26 апреля 2004       | ISBN 9788952737106   | декабрь 2009          | ISBN 978-5-7525-2549-0 |
| 6 |                      |                      | февраль 2010          | ISBN 978-5-7525-2550-6 |
| 7 |                      |                      | май 2010              | ISBN 978-5-7525-2551-3 |